# 和田正一郎
和田 正一郎（わだ しょういちろう、1974年10月3日 - ）は、日本中央競馬会 (JRA) ・美浦トレーニングセンターに所属している調教師。千葉県出身。父は元調教師の和田正道、父方の祖父は有限会社和田牧場代表者の和田正輔。

## 来歴
2002年、4月よりJRA競馬学校厩務員課程に入学し、卒業後の10月から美浦・成宮明光厩舎所属の調教厩務員となる。同年11月より父の厩舎に移籍し調教助手に転向する。
父の「やりがいを持って仕事している姿を見て」みずからも調教師を志す。
2009年、2月12日にJRA調教師免許試験に合格したことが発表された。当時34歳、2度目の挑戦での合格だった。3月1日付で調教師免許を取得。5月21日、調教師免許取得から3か月足らずでのスピード開業となった。
2016年4月16日、中山グランドジャンプを管理馬オジュウチョウサンが制し、初の重賞競走勝利がGI（J・GI）となった。

## 調教師成績
|            | 日付          | 競馬場・開催  | 競走名               | 馬名               | 頭数 | 人気 | 着順 |
| ---------- | ------------- | ------------- | -------------------- | ------------------ | ---- | ---- | ---- |
| 初出走     | 2009年5月31日 | 3回中京4日8R  | こでまり賞           | トクトイムスメ     | 18頭 | 10   | 13着 |
| 初勝利     | 2010年4月3日  | 3回中山3日4R  | 障害4歳上未勝利      | コンフェルヴォーレ | 14頭 | 4    | 1着  |
| 重賞初出走 | 2010年8月8日  | 2回函館8日9R  | 函館2歳S             | コットンフィールド | 13頭 | 7    | 13着 |
| 重賞初勝利 | 2016年4月16日 | 3回中山7日11R | 中山グランドジャンプ | オジュウチョウサン | 10頭 | 2    | 1着  |
| JGI初勝利  | 2016年4月16日 | 3回中山7日11R | 中山グランドジャンプ | オジュウチョウサン | 10頭 | 2    | 1着  |

### 主な管理馬
※括弧内は当該馬の優勝重賞競走、太字はGI級競走。
- オジュウチョウサン （2016年 - 2020年・2022年中山グランドジャンプ、2016年東京ジャンプステークス、2016年・2017年東京ハイジャンプ、2016年・2017年・2021年中山大障害、2017年・2019年・2020年阪神スプリングジャンプ）
- ルミナスウォリアー （2017年函館記念）
- ライオンボス （2019年アイビスサマーダッシュ）
- テルツェット（2021年ダービー卿チャレンジトロフィー、クイーンステークス、2022年クイーンステークス）
- エミュー（2023年フラワーカップ）
- フェアエールング(2025年小倉牝馬ステークス)

出典:

## 主な厩舎所属者
- 石神深道（2024.3.1‐ 騎手）